# Владімов Георгій Миколайович
Гео́ргій Микола́йович Владі́мов (Волосевич; рос. Георгий Николаевич Владимов; *19 лютого 1931, Харків, Українська СРР — †19 жовтня 2003, Франкфурт-на-Майні, ФРН) — російський письменник. Лауреат премій фонду «Знамя» (1994), «Глезеровка» (1995), Букерівської премії (1994), «За честь та достоїнство таланту» (1999), Премії ім. Сахарова «За громадянську мужність письменника» (2000), премії Міжнародного Літфонду (2000), «Букер десятиріччя» (2001).

## З життєпису
Походив з родини вчителів. Його батько пропав безвісти на фронті в перші дні німецько-радянської війни. Вчився у ленінградському Суворовському училищі, закінчив 1948 року.
В часі навчання після виходу постанови 1946 року «Про журнали „Зірка“ і „Ленінград“» з товаришем спеціально прочитали книжку Михайла Зощенка, після чого пішли до нього особисто і віддали йому честь як бойовому офіцеру, тримаючи в руках кашкети. Про це сексотка негайно повідомила КГБ, їхньою справою особисто займався Абакумов. Виправдалися, ніби були у Зощенка до постанови, але від постійного стеження не позбулися.
В 1952 році його матір арештували «за антирадянську агітацію та пропаганду».
1953 року закінчив юридичний факультет Ленінградського університету.
1954 року почав працю як літературний критик. Протягом 1956—1959 років в журналі «Новий світ» був редактором відділу прози, його статті того часу:
- «До суперечки про Ведернікова»,
- «Село Огніщанка і великий світ»,
- «Три дні з життя Холдена».

Був редактором роману Дудинцева «Не хлібом єдиним».
Перше оповідання надрукували в журналі «Зміна» — «Всі ми достойні більшого».
У травні 1967 року звертається до IV З'їзду Спілки письменників з вимогою свободи творчості і відкритого обговорення листа
Олександра Солженіцина про цензуру.
1972 року потоваришував з Сахаровим, з його подачі став займатися правозахисною діяльністю.
1975 роком на Захід переправили рукопис його повісті «Вірний Руслан», що була написана в 1963-1965-х.
В 1977 році за власним бажанням виключений зі Спілки письменників СРСР; публікувався за кордоном — у виданнях НТС («Посів», «Грані»), також керував московською секцією забороненої в СРСР організації «Міжнародна амністія».
В тому часі з ним стосунки підтримували Белла Ахмадуліна, Андрій Бітов, Лев Аннінський, Рой Медведєв.
В лютому 1982 до нього додому прийшли з обшуком, слідчий поставив його перед вибором — або виїхати з СРСР, або «за наклеп на радянський державний лад».
Виїхав в ФРН 1983 року під загрозою судового процесу, на запрошення Кельнського університету читає лекції про російську радянську прозу.
Був головним редактором журналу «Грані» з 1984 по 1986 рік. Жив та працював в містечку Нідернхаузен.
1990 року йому було повернуто радянське громадянство, він був готовий одразу повернутися, однак не мав би де проживати. Лише в 2000 році отримав в оренду будинок у Передєлкіно.
З 1999 року — член комісії по помилуваннях при Президенті РФ.
Серед творів:
- «Велика руда», 1961, повість, написав під впливом вражень від поїздки в район Курської магнітної аномалії, стала одним з програмних творів «шістдесятників».
- «Три хвилини мовчання», 1969, роман,
- «Вірний Руслан», 1975, повість,
- «Шостий солдат», 1981,
- «Не звертайте уваги, маестро», оповідання, опубліковано 1982 на Заході,
- «Генерал і його армія», роман, присвячений історії армії генерала Власова; отримав премію Російський Букер у 1995 році.

За повістями «Велика руда» і «Вірний Руслан» зняті кінофільми (1964 і 1991), сценарист фільму «Тунель» (1966, СРСР — Румунія).
Похований в Передєлкіно.